# لايونيل سيلفا
لايونيل سيلفا (بالبرتغالية: Laionel Silva Ramalho) (27 أبريل 1986 في البرازيل - ) هو لاعب كرة قدم برازيلي في مركز الهجوم. لعب مع نادي أسترا جورجو ونادي أكاديميكا كويمبرا ونادي بوافيشتا ونادي جل فيسنتي ونادي سالامانكا ونادي غاما ونادي غواراني ونادي فيتوريا سيتوبال ونادي فيلا نوفا ونادي ريمو ونادي فولتا ريدوندا ونادي أنابوليس ‏ وGrêmio Esportivo Anápolis ‏ وPalmas Futebol e Regatas ‏ وTrindade Atlético Clube ‏ ونادي ريو فيردي.

## وصلات خارجية
- لايونيل سيلفا على موقع الاتحاد الأوربي (الإنجليزية)
- لايونيل سيلفا على موقع قاعدة بيانات كرة القدم.إي يو (الإنجليزية)
- لايونيل سيلفا على موقع Soccerway.com (الإنجليزية)
- لايونيل سيلفا على موقع عالم كرة القدم.نت (الإنجليزية)